# Niclas Grunewald
Ola Niclas Göran Grunewald, född 11 januari 1964, är en svensk mediechef och journalist. 
Grunewald har varit journalist på SVT, och därefter, från starten 1990, reporter, utrikeskorrespondent och nyhetsuppläsare på TV4-nyheterna. År 1997 medverkade Grunewald i Fångarna på fortet. Sommaren 2000 slutade han på TV4 för att börja på ett bolag som producerade webb-tv. 2003 blev Grunewald vd och Sverigechef på World Television, en position han innehade fram till sommaren 2009, då han startade den egna verksamheten Creo Media Group tillsammans med flera medarbetare på World Television. Creo är sedan 2016 en del av Aura.
Grunewald är även sedan 2022 styrelseledamot i Världsnaturfonden WWF Sverige.